# Tubificoides parviductus
Tubificoides parviductus är en ringmaskart som beskrevs av Helgason och Erséus 1987. Tubificoides parviductus ingår i släktet Tubificoides och familjen glattmaskar. Inga underarter finns listade i Catalogue of Life.